# Orfanotrofio delle Stelline
L'orfanotrofio delle Stelline è un antico istituto milanese per orfanelle, corrispondente femminile dei Martinitt, le cui origini risalgono al XVI secolo. Oggi il Palazzo delle Stelline, ubicato in Corso Magenta a Milano, è sede della fondazione omonima e nei suoi pressi si trova il Museo Martinitt e Stelline.

## Storia

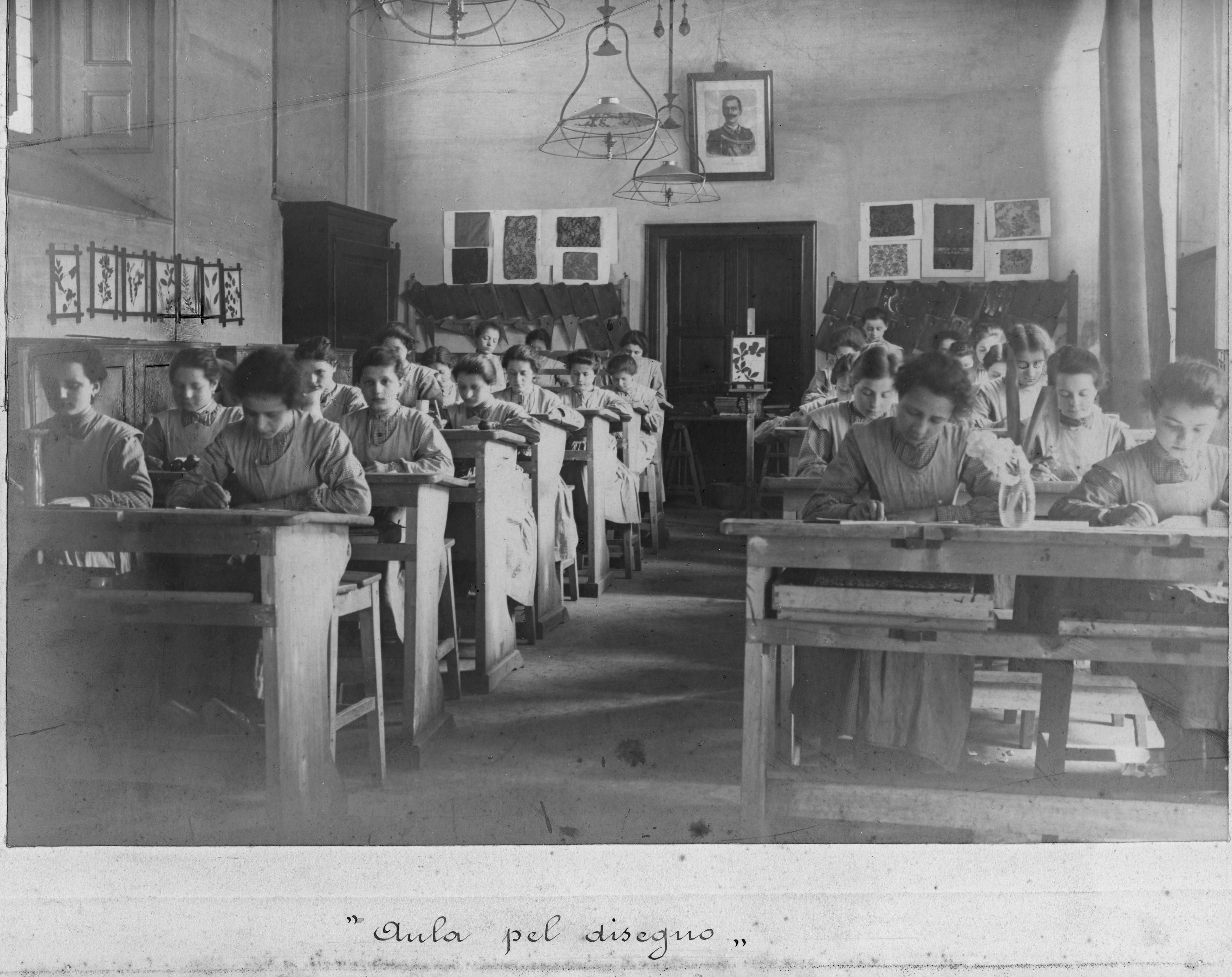
Stelline in aula scolastica

Attorno al 1530 alcuni benefattori, guidati dal veneziano Gerolamo Emiliani iniziarono ad occuparsi degli orfani causati dal passaggio delle bande armate straniere a Milano dopo la caduta di Ludovico il Moro. Nel 1532, grazie al patrocinio di Francesco II Sforza venne fondato l'orfanotrofio maschile dei Martinitt. La cura delle orfanelle venne presa sotto la protezione di San Carlo Borromeo che diede loro una prima sede in uno stabile a lato della Chiesa di Santa Caterina. Le orfanelle presero il nomignolo di "stelline" dal nome del monastero dell'ordine delle monache benedettine di Santa Maria della Stella, che ai primi del secolo XVII il cardinale Federico Borromeo fece modificare dall'architetto Fabio Mangone in quella che per oltre tre secoli sarebbe rimasta la loro sede.
Nel 1902 la scrittrice ed educatrice Aurelia Josz creò la prima Scuola pratica agricola femminile in Italia, per una trentina di orfane, tra i 13 e i 15 anni, ospitate nell'orfanotrofio delle Stelline. A Canzo era un tempo ubicata una colonia estiva delle Stelline, già villa Meda.
Unito con l'Orfanotrofio dei Martinitt e il Pio Albergo Trivulzio subito dopo l'Unità d'Italia, le Stelline rimasero nella loro sede storica fino alla chiusura dell'orfanotrofio nel 1973. 
Dal 2003 forma con essi l’Azienda di servizi alla persona Istituti Milanesi Martinitt e Stelline e Pio Albergo Trivulzio, un ente pubblico collocato nella città di Milano che opera in ambito socio-sanitario, sociale ed educativo.